# Хоцяновець
Хоцяновець (пол. Chocianowiec, нім. Groß Kotzenau) — село в Польщі, у гміні Хоцянув Польковицького повіту Нижньосілезького воєводства.
Населення — 813 осіб (2011).
У 1975-1998 роках село належало до Легницького воєводства.

## Демографія
Демографічна структура станом на 31 березня 2011 року:
|          | Загалом | Допрацездатний вік | Працездатний вік | Постпрацездатний вік |
| -------- | ------- | ------------------ | ---------------- | -------------------- |
| Чоловіки | 439     | 108                | 277              | 54                   |
| Жінки    | 374     | 76                 | 210              | 88                   |
| Разом    | 813     | 184                | 487              | 142                  |